# Obârșia (okręg Vâlcea)
Obârșia – wieś w Rumunii, w okręgu Vâlcea, w gminie Cernișoara. W 2011 roku liczyła 500 mieszkańców.